# Patrick Brennan (Lacrossespieler)
Patrick Joseph „Paddy“ Brennan (* 29. Juli 1877 in Irland; † 1. Mai 1961 in Montreal) war ein kanadischer Lacrossespieler.

## Erfolge
Bereits zur Jahrtausendwende galt Patrick Brennan, der für den Shamrock Lacrosse Club aktiv war, als einer der besten Amateurspieler im Lacrosse. Bis 1904 erhielt er zahlreiche Profiangebote, die er alle ablehnte. Er war bei den Olympischen Spielen 1908 in London Kapitän und Mitglied der kanadischen Lacrossemannschaft und spielte auf der Position eines Angreifers. Neben ihm gehörten außerdem John Broderick, Henry Hoobin, George Campbell, Gus Dillon, Richard Duckett, Tommy Gorman, Ernest Hamilton, Frank Dixon, Clarence McKerrow, George Rennie und Alexander Turnbull zum Aufgebot. Nach dem Rückzug der südafrikanischen Mannschaft wurde im Rahmen der Spiele lediglich eine Lacrosse-Partie gespielt, die zwischen Kanada und dem Gastgeber aus Großbritannien ausgetragen wurde. Nach einer 6:2-Halbzeitführung gewannen die Kanadier die Begegnung letztlich mit 14:10, sodass Brennan ebenso wie seine Mannschaftskameraden als Olympiasieger die Goldmedaille erhielt.
Im Mai 1909 beendete er zunächst seine Karriere, gab 1912 aber sein Comeback bei den Shamrocks. Noch im Juli 1915 bestritt er eine Partie. Danach kehrte er für knapp ein Jahrzehnt dem Sport den Rücken zu, ehe er sich zum Ende der 1920er-Jahre hin wieder für Lacrosse zu engagieren begann, mit dem Ziel, ihn populärer zu machen. Darüber hinaus arbeitete er als Trainer bei verschiedenen Mannschaften in Montreal. Er blieb dem Sport schließlich bis in die 1950er-Jahre verbunden. Am Ende seines Lebens litt Brennan an Herzproblemen und starb im Mai 1961. 1966 wurde er in die Hall of Fame der Canadian Lacrosse Association aufgenommen.